# 夏日天空的那匹紅馬
《夏日天空的那匹紅馬》（英語：Flotsam and Jetsam）是一部2022年的臺灣劇情長片，由張作驥執導。

## 演員
- 陳銘
- 董亮宇
- 李亞臻
- 鍾尚庭
- 黃懷德
- 吳威翰
- 何子華
- 陳映如
- 張哲魁

## 製作
本片獲得文化部長片輔導金新台幣1,380萬元補助。劇組在2021年初於宜蘭縣開拍，中間因為新冠肺炎疫情全臺三級警戒而暫時停拍，後於8月底進行補拍。

## 獲獎與提名
| 類別         | 頒獎日期       | 入圍者／作品 | 獎項     | 結果 | 參考 |
| ------------ | -------------- | ------------ | -------- | ---- | ---- |
| 第59屆金馬獎 | 2022年11月19日 | 張作驥       | 最佳導演 | 提名 |      |

## 外部連結
- 互联网电影数据库（IMDb）上《夏日天空的那匹紅馬》的资料（英文）
- 豆瓣电影上《夏日天空的那匹紅馬》的資料 （简体中文）
- 台灣電影網上《夏日天空的那匹紅馬》的資料（繁體中文）